# Isabela Velázquez Valoria
Isabela Velázquez Valoria (Madrid, 1956) és una arquitecta i urbanista espanyola, autora de llibres i ponències on aborda temes, com ara, l'urbanisme, la mobilitat, el medi ambient urbà, la perspectiva de gènere o la planificació participativa de la ciutat i el territori.
Velázquez ha treballat a l'administració pública fent treballs de planificació urbana i territorial i com a consultora privada a GEA21 SL., ha estat redactora i avaluadora de projectes europeus, va ser fundadora del col·lectiu «Mujeres Urbanistas» i membre del grup de treball sobre bones pràctiques del Comitè Hàbitat. Al llarg de la seva carrera professional s'ha centrat en incorporar problemàtiques socials i ambientals als projectes tècnics. Se la considera com una de les primeres persones a Espanya en enfocar amb perspectiva de gènere l'estudi de l'urbanisme.
Velázquez va impulsar el projecte «Ecobarrio Trinitat Nova» (1999-2004), a Barcelona., inclòs en el projecte Ecocity, dins del 5è Programa Marc de Recerca i Desenvolupament de la Comissió Europea. El 2006 va ser la directora de les jornades Urbanisme i gènere: una visió necessària per a tothom. El 2009 va estar al capdavant, junt amb Carlos Verdaguer, de la iniciativa promoguda per la Diputació de Barcelona, Espai Laboratori. Laboratori d'Urbanisme Participatiu (2009-2010) d'on va sorgir la Guia Pràctica d'Urbanisme i Participació: iniciatives i reptes de futur, publicada per la Diputació de Barcelona.

## Publicacions seleccionades
- Verdaguer, Carlos; Velázquez, Isabela. Regeneración urbana integral. Tres experiencias europeas innovadoras: Île de Nantes, Coin Street y Barrio de la Mina (en cas).  Madrid: Ed. SEPES Entidad Pública de Suelo, 2011. M-23038-2011.
- Criterios de sostenibilidad aplicables al planeamiento urbano. Isabela Velázquez. Documento nº22 del Programa Marco Ambiental. Sozietate Publikoa, S.A. (IHOBE), Gobierno Vasco, 2003
- Ciudad y región ecológicas. Isabela Velázquez (ed.) Número 100-101, Vol II, tercera época de la revista Ciudad y Territorio Estudios Territoriales. MOPTMA, Madrid, 1994.